# Artiče
Artiče é uma vila localizada no município de Brežice na Eslovênia. Possuía uma população estimada de 330 habitantes em 2020.